# Cristal (telenovela)
Cristal es una telenovela venezolana de 1985 - 1986 producida por la cadena Radio Caracas Televisión (RCTV). Historia de Delia Fiallo que se desarrolla en el mundo de la alta costura venezolana. 
Tiene como protagonistas a Lupita Ferrer, Jeannette Rodríguez, Carlos Mata y Raúl Amundaray, y con las participaciones antagónicas de Marita Capote, Jorge Palacios y la primera actriz Zoe Ducós.

## Argumento
En 1962, Victoria es una humilde campesina andina que trabaja como sirvienta en casa de una distinguida y respetable familia de Mérida. Allí se enamora de Ángel de Jesús, el único hijo de doña Luisa, una fanática religiosa obsesionada con purificar su alma que para ello moldeó a su hijo para que tomara la vida sacerdotal. Ángel de Jesús cae en la tentación justo antes de entrar en el seminario: se acuesta con Victoria y la deja embarazada. Cuando doña Luisa se entera, golpea brutalmente a la pobre muchacha, hasta que esta le revela su embarazo. 
La mujer expulsa a Victoria de su casa sin pagarle nada y condenándola al sufrimiento. Además, para impedir que el futuro bebé le desbarate los planes realizados durante tantos años, doña Luisa acosa a Victoria, le impide conseguir un trabajo e incluso le da a entender que no podrá quedarse con la criatura cuando nazca. Por este motivo, Victoria termina viajando a Caracas y abandonando a su hija en una hermosa casa del este de la ciudad.
Han pasado veintitrés años. Ahora Victoria es una bella y próspera ejecutiva, dura y cruel de carácter, dueña de la casa de moda Casa Victoria. Además, está casada con el afamado actor de cine y telenovelas Alejandro Ascanio, con el que tiene una hija, Eliana "La Beba" Ascanio. Pero después de tantos años, Victoria decide buscar a la hija que abandonó.
Por otro lado, tenemos a Cristina Expósito, una hermosa chica recién salida del orfanato donde ha pasado toda su vida. Cristina siempre ha querido ser modelo y admira a Victoria por su creatividad y su elegancia; colecciona todas las revistas en las que ella aparece y sueña con desfilar con un traje diseñado por ella. La joven alquila un pequeño apartamento con otras dos chicas: Zoraida, a la que llaman "Cerebrito", y la coqueta y casquivana Inocencia. Por medio de esta, Cristina conoce a Alejandro Ascanio, el cual le da una tarjeta de recomendación para que se entreviste con Victoria e ingrese al grupo de modelos de su esposa.
Victoria contrata a Cristina, que adopta el nombre artístico de "Cristal" para su Casa de Modas. Allí, la joven se enamora a primera vista de Luis Alfredo Ascanio, hijo del primer matrimonio de Alejandro y mujeriego empedernido a pesar de estar ya comprometido. 
"Cristal" pronto se convierte en la modelo estrella de la empresa y su rostro comienza a salir en las principales revistas de modas del país. Sin embargo, cuando ya se acerca a la cumbre de la fama, la historia se repite: Victoria descubre el romance entre Cristina y Luis Alfredo y despide a la joven al considerarla una arribista. Poco después, Luis Alfredo consolida su compromiso con la aristocrática y egocéntrica Marión Bellorín, que le hace creer que espera un hijo suyo que en realidad es de Gonzalo Pallarés, un actor de poco carisma y un falso amigo de Alejandro que siempre ha tenido envidia de sus triunfos.
Poco tiempo después, Cristina descubre que ella también está embarazada; sabiendo que Victoria la perseguirá con saña y no permitirá que consiga trabajo, solo encuentra apoyo en sus compañeras de apartamento y en el Padre Ángel de Jesús, el sacerdote de su parroquia, con quien ha hecho amistad sin saber que es su verdadero padre. Este también ignora que Cristina es su hija, pues doña Luisa jamás le contó nada de lo sucedido. Pero doña Luisa descubre la verdad y se encarga de fomentar el odio de Victoria hacia Cristina, además de revelarle toda la verdad a su hijo, pero siempre utilizando el secreto de confesión para que no pueda contarle nada a nadie.
El odio de Victoria por Cristina aumentará más cuando descubra que su marido Alejandro mantiene una relación adúltera con Inocencia. Las desgracias se cebarán con la familia Ascanio cuando Eliana quede paralítica a causa de un accidente automovilístico con su novio Gabriel, que fallece en el percance. Por su parte, Cristina sufre un atentado a manos de Marión, quien ha perdido a su hijo y quedado estéril y no desea que el de Cristina nazca, para lo que arroja a su rival por unas escaleras y provoca que se le adelante el parto; a pesar de todo, Cristina da a luz una hermosa niña, sana y fuerte. La joven sufrirá mucho para sacar a su hija adelante ella sola; mientras tanto, Inocencia padecerá un cáncer de mama que la llevará por un tortuoso camino y le hará reflexionar sobre su vida loca e improductiva.
Victoria le revela a su familia la verdad sobre su pasado y es repudiada por Alejandro y Eliana, mientras que Luis Alfredo la apoya y la ayuda a buscar a su hija perdida. El joven se lleva una gran sorpresa al descubrir que la hija perdida de Victoria no es otra que Cristina Expósito. Cuando se entera de la verdad, Victoria no da crédito a las palabras de su hijastro y al principio prefiere mantener la información en secreto para saber qué hacer.
Tiempo después, Victoria le revela la verdad a Cristina, quien la rechaza como madre y se niega a aceptar sus disculpas por su abandono y su crueldad. Cristina quiere alejarse de todo lo que tenga que ver con los Ascanio, pero por más que lo intenta, debe permanecer en Casa Victoria. La joven ha comenzado a tener un noviazgo con Adán Freites, un fotógrafo hijo de una importante empresaria, Vivian Marshall, quien desea comprar la mayor parte de las acciones de Casa Victoria, que no se encuentra en su mejor momento debido a las pocas ventas y comercialización de sus diseños. Al mismo tiempo, Alejandro se ha alejado de Victoria; los dos ya no viven juntos, pero Victoria no pierde las esperanzas de reconquistarlo.
Posteriormente, Victoria logra reconciliarse con Alejandro, que ha roto su relación con Inocencia. Esta, tras el cáncer de mama, decide reconducir su vida y acaba junto al joven Lino, un bombero que siempre estuvo enamorado de ella y la acompañó durante todo el tratamiento contra el cáncer. Por su parte, la estudiosa Zoraida acabará conquistando a Adán, que decide romper su relación con Cristina.
Las mentiras de Marión son descubiertas, por lo que Luis Alfredo no duda en separarse de ella y tramitar el divorcio; sin embargo, Marión no se da por vencida y trata de liquidar a Cristina en varias ocasiones para que nadie sea feliz. Pero nada le sale bien; Gonzalo Pallarés, en su obsesión por destruir a toda la familia Ascanio y enamorado locamente de Marión, revela que el hijo de esta era suyo. Para vengarse, Marión decide acabar con Gonzalo y se citan en un edificio abandonado, pero él, que conoce muy bien a Marión, sospecha de sus intenciones. Ambos acaban matándose entre sí.
Cristina y Luis Alfredo, después de tanto peregrinar y de intentar ser felices, ahora sí lo logran y juntos todos como una verdadera familia enrumban sus vidas hacia nuevos y exitosos proyectos.

## Elenco
- Lupita Ferrer - Victoria Ascanio
- Jeannette Rodríguez - Cristina Expósito - Cristal
- Carlos Mata - Luis Alfredo Ascanio
- Raúl Amundaray - Alejandro Ascanio
- Marita Capote - Marión Vellorín de Ascanio
- Henry Zakka - Adán Freites
- Mariela Alcalá - Inocencia Pérez
- Jorge Palacios - Gonzalo Pallares
- Zoe Ducós - Doña Luisa
- Félix Loreto - Lino
- Roberto Moll - Darío Valmore
- Humberto García - Padre Ángel de Jesús
- Lourdes Valera - Zoraida "Cerebrito"
- Gigi Zanchetta - Eliana Ascanio
- Ileana Jacket - Bertha Girot
- Cecilia Villarreal - Vivian Marshall
- Arturo Calderón - Padre Francisco
- Carlos Villamizar - Marcos Briceño
- Juan Frankis - Narciso Fonseca
- Mahuampi Acosta - Doña Puri
- Elisa Parejo - Doña Chona
- Lino Ferrer - Piero
- Gledys Ibarra - Nancy
- Elisa Escámez - Antonia Fonseca
- Fernando Ortega - Ramón Pérez "Moncho"
- Chony Fuentes - Laura Galvani
- Marlene Maceda - Marlene
- Olga Rojas - Carmelina
- Gabriel Fernández - Gabriel
- Romelia Agüero - Cachita
- Freddy Escobar - Beto
- Reina Hinojosa - Bijoux
- Carmencita Padrón - Marcia
- Maricarmen Regueiro - Alicia
- Marcelo Rodríguez Laprea - Marcelo
- Ana Massimo - Tomasa
- Sonya Smith - Maggie

## Premios
- Premios Ondas de España a Mejor teleserie Iberoamericana (1990).
- Premios Eres de México 1987 a Mejor telenovela extranjera (1987).

## Otras versiones
- La cadena mexicana Televisa realizó en 1998 una versión de esta telenovela titulada "El privilegio de amar", producida por Carla Estrada, dirigida por Miguel Córcega y Mónica Miguel y protagonizada por Helena Rojo, Adela Noriega, René Strickler y Andrés García.
- La cadena brasileña SBT produjo en el año 2006 otra versión retomando el título original, "Cristal", dirigida por Del Rangel, Jacques Lagôa y Herval Rossano y protagonizada por Bianca Castanho, Dado Dolabella, Bete Coelho y Giuseppe Oristanio.
- En 2010 - 2011 Televisa nuevamente realiza una versión, ahora bajo el nombre de "Triunfo del amor". Esta vez los protagonistas son: Victoria Ruffo, Maité Perroni, William Levy, Osvaldo Ríos y producida por Salvador Mejía.